# Élections législatives partielles de 1998 dans la 13e circonscription du Nord
Les élections législatives partielles dans la 13e circonscription du Nord se déroulent les 20 et 27 septembre 1998.

## Circonscription
La 13e circonscription du Nord était composé en 1993 des cantons de Coudekerque-Branche, Dunkerque-Est (moins les communes de Bray-Dunes et Zuydcoote) et du canton de Dunkerque-Ouest (partie non comprise dans la Douzième circonscription du Nord).

## Contexte[1]
Le 16 mars 1998, Michel Delebarre est nommé Président du Conseil régional du Nord-Pas-de-Calais, celui-ci démissionne alors de son poste de député du Nord pour respecter la règle de cumul des mandats. Une éléction législative partielle est donc organisée. Son suppléant André Delattre maire de Coudekerque-Branche se présent donc face à Franck Dhersin 
(DL) Maire de Téteghem, Philippe Eymery (FN), Vincent Leignel (DVG) adjoint au maire de Dunkerque, Marcel Lefèvre (Les Verts) adjoint au maire de Dunkerque, Gérard Miroux (PCF) adjoint au maire de Coudekerque-Branche, Jacques Volant (LO), François Bastien (DVG), Roger Lallouette (Les Alternatifs) adjoint au maire de Dunkerque, Marc Pagnier (MDC) et Marcel Fossaert (LCR).

## Résultats[2]
- Député sortant : Michel Delebarre (PS)

| Candidat         | Candidat         | Parti           | Premier tour | Premier tour | Second tour | Second tour |
| Candidat         | Candidat         | Parti           | Voix         | %            | Voix        | %           |
| ---------------- | ---------------- | --------------- | ------------ | ------------ | ----------- | ----------- |
|                  | André Delattre   | PS              | 7 944        | 31,26        | 13 681      | 46,41       |
|                  | Franck Dhersin   | DL              | 7 884        | 31,02        | 14 134      | 47,95       |
|                  | Philippe Eymery  | FN              | 3 887        | 15,29        |             |             |
|                  | Vincent Leignel  | DVG             | 1 893        | 7,44         |             |             |
|                  | Marcel Lefèvre   | Les Verts       | 1 225        | 4,82         |             |             |
|                  | Gérard Miroux    | PCF             | 799          | 3,14         |             |             |
|                  | Jacques Volant   | LO              | 547          | 2,15         |             |             |
|                  | François Bastien | DVG             | 394          | 1,55         |             |             |
|                  | Roger Lallouette | Les Alternatifs | 365          | 1,43         |             |             |
|                  | Marc Pagnier     | MDC             | 287          | 1,12         |             |             |
|                  | Marcel Fossaert  | LCR             | 187          | 0,73         |             |             |
|                  |                  |                 |              |              |             |             |
| Inscrits         | Inscrits         | Inscrits        | 65 203       | 100,00       | 65 203      | 100,00      |
| Abstentions      | Abstentions      | Abstentions     | 39 034       | 59,86        | 35 728      | 54,79       |
| Votants          | Votants          | Votants         | 26 169       | 97,10        | 29 475      | 45,20       |
| Blancs et nuls   |                  |                 |              |              |             |             |
| Exprimés         | Exprimés         | Exprimés        | 25 412       | 98,20        | 27 815      | 94,36       |
| * député sortant |                  |                 |              |              |             |             |